# Basses de Camp Batalla
Les Basses de Camp Batalla són un conjunt de basses i entollaments temporals que es troben en una zona antigament ocupada per una activitat extractiva de basalt. La majoria de basses se situen a la base d'alguns dels fronts abandonats i estan experimentant un ràpid procés de colmatació natural.
Aquesta zona humida se situa en una zona forestal, formada per una pineda de pi pinyer amb abundants alzines, sureres i roures martinencs. S'hi troba per tant l'hàbitat d'interès comunitari 9540 Pinedes mediterrànies. Les basses, en ser de caràcter temporal, no han arribat a formar un bosc de ribera ni cinyells helofítics de boga o canyís. Presenten en canvi diversos tipus d'herbassars humits i comunitats algals, de característiques variables al llarg de l'any i en funció del grau d'inundació assolit.
Aquesta zona humida és interessant sobretot pel fet de presentar hàbitats destinats a l'alimentació, la hivernada o la reproducció de moltes espècies d'amfibis i rèptils aquàtics. S'hi ha citat espècies d'amfibis com salamandra (Salamandra salamandra), tritó palmat (Lissotriton helveticus), tritó verd (Triturus marmoratus), reineta (Hyla meridionalis), gripau corredor (Epidalea calamita), granota pintada (Discoglossus pictus), granoteta de punts (Pelodytes punctatus) i tòtil (Alytes obstetricans).
El procés de colmatació natural de les basses pot originar la seva desaparició a mitjà termini. Potser caldria realitzar alguna mesura de gestió d'hàbitats per garantir-ne la continuïtat, com l'excavació d'alguna de les basses existents, o la creació d'alguna nova bassa. D'altra banda, es troben a la zona algunes deixalles, així com antigues instal·lacions de l'activitat extractiva, que caldria retirar.